# Aleksandr Awierin (fizyk)
Aleksandr Nikitowicz Awierin ros.: Александр Никитович Аверин (ur. 1 stycznia 1946 we wsi Jekatierino-Nikolskoje w rejonie oktiabrskim Żydowskiego Regionu Autonomicznego) – rosyjski naukowiec, inżynier-fizyk, doktor nauk matematyczno-fizycznych (2001).
Jest specjalistą w dziedzinie gazodynamiki, rozwoju i testowania broni jądrowej, laureatem Nagrody Rządowej w 1998.

## Życiorys
Ukończył Moskiewski Instytut Fizyko-Techniczny o specjalności „fizyka i mechanika procesów chemicznych”. Od 1970 roku pracuje w Ogólnorosyjskim Instytucie Naukowo-Badawczym Fizyki Technicznej imienia akademika J. I. Zababachina w Śnieżyńsku (region Czelabińsk), przeszedł stanowiska od inżyniera do głównego konstruktora. Główne kierunki jego badań: badanie gazodynamicznych procesów wybuchowych oraz akumulacji energii; rozwój i testowanie prób broni jądrowej; metody i środki zapobiegania wypadkom z głowicami jądrowymi; zastosowania energii jądrowej w celach pokojowych.
Pod jego kierownictwem oraz z bezpośrednim udziałem zostało opracowanych oraz przekazanych do masowej produkcji i na uzbrojenie kilka wariantów uzbrojenia jądrowego. Jest współautorem ponad 200 specjalnych publikacji naukowych, autorem ponad 20 artykułów opublikowanych w czasopismach naukowych i w czasie wykładów na rosyjskich i międzynarodowych konferencjach naukowych. Jest członkiem Rady Naukowej Energii Atomowej, przewodniczącym Sekcji Rady Naukowej Energii Atomowej w dziedzinie bezpieczeństwa jądrowego.

## Ordery i odznaczenia
- Order Honoru – 2005[1];
- medal orderu Za zasługi dla Ojczyzny II stopnia – 1999;
- medal „30 lat rosyjskiej marynarki wojennej” – 1996.